# Slum Village
Slum Village är en amerikansk hiphopgrupp från Detroit. Den bildades av Baatin, T3, J Dilla men även Elzhi och Illa J har varit medlemmar i gruppen. 

## Medlemmar
Nuvarande medlemmar
- T3 (R.L. Altman) - rappare (1996-idag)
- Illa J (f. John Derek Yancey 13 oktober 1986 i Detroit) - rappare (2007-idag)
- Young RJ1 (Ralph J. Rice Jr.) - rappare, musikproducent (2010-idag)

Tidigare medlemmar
- Baatin (f. Titus Glover 8 mars 1974 - d. 31 juli 2009) - rappare (1996-2004)
- J Dilla (f. James Dewitt Yancey 7 februari 1974 i Detroit - 10 februari 2006 i Los Angeles) - musikproducent, rappare (1996- 2002)
- Elzhi (Jason Powers) - rappare (2002-2010)

## Diskografi
Studioalbum
- 2000 – Fantastic, Vol. 2
- 2002 – Trinity (Past, Present and Future)
- 2004 – Detroit Deli (A Taste of Detroit)
- 2005 – Fan-Tas-Tic (Vol. 1)
- 2005 – Slum Village
- 2010 – Villa Manifesto
- 2013 – Evolution

EP
- 2009 - Villa Manifesto EP
- 2014 - Vintage EP

Singlar (urval)
- 2000 - Players (US Rap #32)
- 2002 - Tainted (med Dwele, US #87, US R&B #31, US Rap #20)
- 2002 - Disco (US R&B #93)
- 2004 - Selfish (med Kanye West och John Legend) (US #55, US R&B #20, US Rap #15)